# Gnoma suturifera
Gnoma suturifera es una especie de escarabajo longicornio del género Gnoma, tribu Gnomini, subfamilia Lamiinae. Fue descrita científicamente por Schwarzer en 1929.

## Descripción
Mide 17,5-22 milímetros de longitud.

## Distribución
Se distribuye por Filipinas.